# 민슝향

민슝향의 위치

민슝향(한국어: 민웅향, 중국어: 民雄鄉, 병음: Mínxióng Xiāng)은 대만 자이현의 향이다. 넓이는 85.4969km2이고, 인구는 2015년 8월 기준으로 71,930명이다.

## 지리
민슝향은 자이현 중부에 위치하고 북쪽은 다린 진, 시커우향과 서쪽은 신강향과 서남쪽은 타이바오시와 동쪽은 주치향, 메이산향과 남쪽은 자이시와 접하고 자이 현내에서 가장 인구가 많은 향진이다. 자난 평원에 위치해 지세는 평탄하고 기후는 아열대에 속해 계절풍의 영향을 강하게 받는 지방이다.

## 역사
원래 대만 원주민 평포족 호아나족 로차 지파의 취락인 다냐우사가 있었고 대만 어음으로 타묘(打貓)로 나타내었다. 그러나 대만 총독부는 이것이 지명에 어울리지 않다고 생각해 1920년에 소리에 가까운 일본식의 다미오(民雄)로 바꾸었고 전후에 대만을 지배하게 된 중화민국도 이것을 답습해 중국어음으로 불렀다. 민슝의 옛 이름인 타묘와 가오슝의 옛 이름인 타구(打狗)는 대만인에게는 한 쌍의 지명으로 생각되고 새로운 이름인 다미오과 다카오(高雄)도 이것과 연관되어 한 쌍의 일본어 지명으로서 고안된 것이다.

## 교육
- 국립 중정 대학

## 교통
- 대만 철로관리국 종관선
- 국도 1호선
- 국도 3호선